# Lány (okres Havlíčkův Brod)
Lány (německy Laan) jsou obec v okrese Havlíčkův Brod v Kraji Vysočina. Žije zde 59 obyvatel.

## Přírodní poměry
Lány leží na jižním svahu Železných hor, 8 km severovýchodně od Chotěboře v nadmořské výšce kolem 496 m.

## Historie
Lány vznikly ve 13. století. První písemná zmínka o obci pochází z roku 1556. V roce 1895 měly 32 domů s 244 obyvateli. Obyvatelé se živili převážně zemědělstvím. Dříve Lány patřily pod obec Libice nad Doubravou. V roce 1990 se osamostatnily a společně s osadou Suchá začaly samostatně hospodařit.
V letech 2006-2010 působil jako starosta Jiří Kolář, od roku 2010 tuto funkci vykonává Miluše Kolářová.
| Rok            | 1869 | 1880 | 1890 | 1900 | 1910 | 1921 | 1930 | 1950 | 1961 | 1970 | 1980 | 1991 | 2001 |
| Počet obyvatel | 249  | 291  | 244  | 244  | 217  | 221  | 193  | 148  | 137  | 127  | 108  | 87   | 57   |

## Pamětihodnosti
Dominantou obce je památná lípa, která patří k nejstarším stromům v této krajině. Nachází se před stavením čp. 3 a její stáří je odhadováno na 500 let. Kmen stromu, který je vysoký 25 m, dosahuje obvodu 730 cm. Tato lípa, od roku 1976 prohlášena památným stromem, měla prý údajně sloužit na Liběcké stezce jako hraniční a signalizační bod. V současné době je rozsocha kmene chráněna šindelem.
Uprostřed obce se nachází dřevěná zvonička a kamenný křížek z roku 1897.

## Turistika
Obcí prochází zeleně značená turistická stezka: Bílek – přírodní rezervace Údolí Doubravy – Libice nad Doubravou – Lány – Spálava – Modletín.